# أليشة
أليشة أو اليشع (بالعبرية:אלישה) هو ابن من أبناء ياوان بن يافث بن نوح كما ذكر في سفر التكوين (10: 4) في النص الماسوري. تسرد الترجمة السبعينية اليونانية في سفر التكوين(10) أليشة ليس فقط على أنه ابن من أبناء ياوان، ولكن أيضًا حفيد ليافث. يتم تهجئة اسمه بشكل مختلف باللغة العبرية عن النبي إليشع، وينتهي بـ هيي ( ह) بدلاً من العين، وله ثلاث إخوة وهو رابعهم وهم دودانيم وكتيم وترشيش. 

## النسب
هو أليشة بن ياوان ابن يافث ابن نوح ابن لامك ابن متوشلخ ابن أنس الله ابن يرد بن مهلائيل ابن قينان بن أنوش بن شيث بن آدم
الأب:  ياوان هو أبو أليشة وكلًا من دودانيم وكتيم وترشيش، ويعتبر في الإعتقاد التقليدي أنه جد لليونان.

## في الكتاب المقدس
أليشة ذكر في الكتاب المقدس في بعض الأيات وهم: في سفر التكوين 4:10:"وَبَنُو يَاوَانَ: أَلِيشَةُ وَتَرْشِيشَةُ وَكِتِّيمُ وَدُودَانِيمُ." وفي سفر أخبار الأيام الأول: "وَبَنُو يَاوَانَ: أَلِيشَةُ وَتَرْشِيشَةُ وَكِتِّيمُ وَدُودَانِيمُ".

## رعاية جزيرة أيبيريا
يشير الخطيب وعالم الأساطير البرتغالي أنطونيو فييرا (1608–1697) إلى إليسيوس (تحت اسمه التوراتي الحقيقي) باعتباره مؤسس وراعي لشبونة ولوسيتانيا عندما جاء إلى أيبيريا مع عمه توبال، بالإضافة إلى الاسم الأصلي. من الإليزيوم الأسطوري. حدد فييرا أيضًا شقيق إليسيوس الكتابي ترشيش باعتباره مؤسس طرطوس في الأندلس، مما يعني أن كلاهما ربما جاء إلى أيبيريا مع توبال (على الرغم من أن هذه ليست النظرية الوحيدة حول هوية ترشيش).في لوحة برتغالية، تم التعرف على أليشة مع ليسياس، وهو قبطان باخوس، وأحيانًا أيضًا مع لوسيس وفونونيس،ويقال إنه مؤسس بورتاليجري ودُفن في أرميدا دي ساو كريستوبا (كنيسة صغيرة). القديس كريستوفر).

## وصلات خارجية
- بوابة الكتاب المقدس
- الموسوعة اليهودية